# Fannia serena
Fannia serena är en tvåvingeart som först beskrevs av Fallen 1825.  Fannia serena ingår i släktet Fannia och familjen takdansflugor. Arten är reproducerande i Sverige. Inga underarter finns listade i Catalogue of Life.

## Bildgalleri

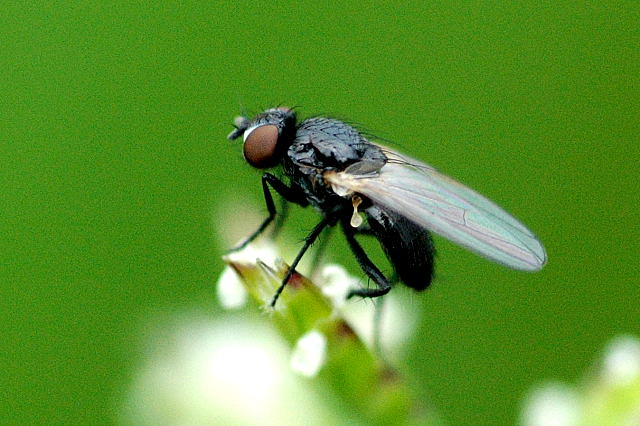
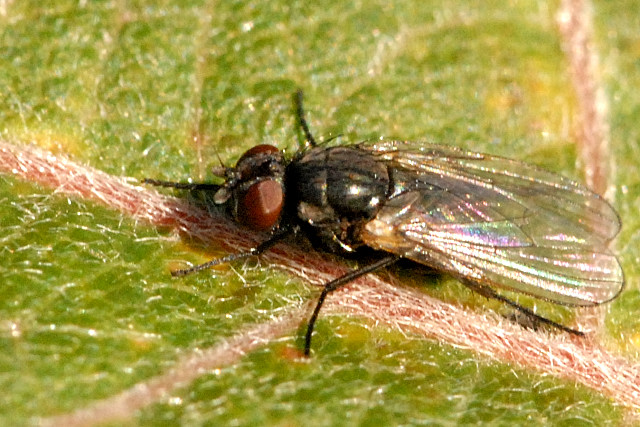
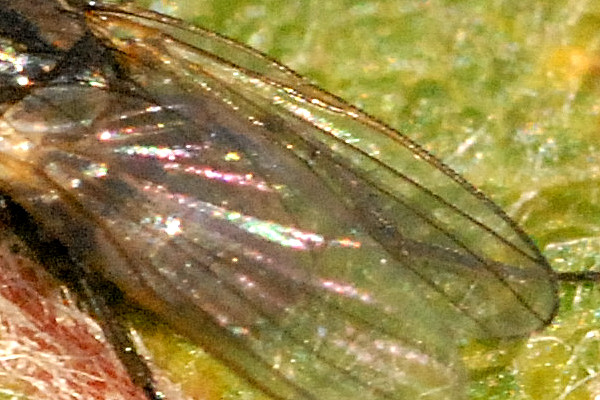